# Geuzenveld-Slotermeer
Geuzenveld-Slotermeer es un barrio de la ciudad de Ámsterdam, dentro de la provincia de Holanda Septentrional. Tiene una superficie de 10,05 km² y una población de 40.615 personas (2011).
El distrito fue creado en 1990. Desde el año 2001, se empezaron unas obras que renovarían el marco urbano, al igual que en el distrito de Slotervaart. El plan, conocido como "Dirección Parkstad 2015", hará que miles de casas sean demolidas y reemplazadas por nuevos edificios, que es también una parte de la estructura original que se ha perdido.

## Barrios y vecindarios del distrito de Geuzenveld-Slotermeer
- Spieringhorn
- Slotermeer-Nordeste (Slotermeer Noordoost)
- Slotermeer-Sureste (Slotermeer Zuidwest)
- Geuzenveld
- Eendracht

## Parques
- Eendrachtspark
- Gerbrandypark
- Spieringhorn
- Park de Kuil
- Jardines del Schoonmaakbedrijf Amsterdam

- Wikimedia Commons alberga una categoría multimedia sobre Geuzenveld-Slotermeer.
- Official Website

- Datos: Q4845051